# Maria Carolina Augusta de Bourbon-Duas Sicílias
Maria Carolina Augusta  de Bourbon-Duas Sicílias (em italiano: Maria Carolina Augusta di Borbone-Due Sicilie; Viena, 26 de abril de 1822 - Twickenham, 6 de dezembro de 1869) foi uma princesa das Duas Sicílias por nascimento e duquesa de Aumale por seu casamento com o príncipe Henrique, filho do rei Luís Filipe I de França. Era filha do príncipe Leopoldo, Príncipe de Salerno e de sua esposa a arquiduquesa Maria Clementina da Áustria, filha do imperador Francisco I da Áustria.

## Início de vida
Maria Carolina Augusta nasceu em Viena em 26 de Abril de 1822, como a única filha sobrevivente de príncipe Leopoldo, Príncipe de Salerno e de sua esposa a arquiduquesa Maria Clementina da Áustria, filha do imperador Francisco I da Áustria e Maria Teresa da Sicília, Carolina era também sobrinha de Maria Leopoldina da Áustria, Imperatriz do Brasil e de Maria Luísa da Áustria, Imperatriz dos Franceses.
Apelidada de "Lina" desde o seu nascimento, a princesa passou os primeiros anos de sua vida sob a supervisão de sua mãe na corte imperial austríaca em Viena onde oficialmente debutou e foi apresentada à sociedade. Quando adolescente, ela retornou com sua família para Nápoles.

## Casamento

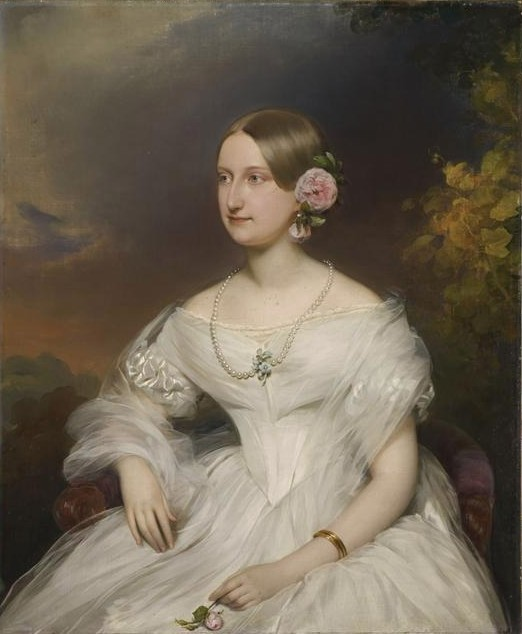
Maria Carolina Augusta aos vinte anos em 1842, por Franz Schrotzberg.

Nas décadas de 1830 e 1840, não havia muitas princesas da aristocracia europeia em idade de casar, por isso havia vários candidatos vários pretendentes à sua mão, incluindo seu primo o imperador D. Pedro II do Brasil. Finalmente, o noivo escolheido foi Henrique, duque de Aumale, filho do rei Luís Filipe I de França, que a impressionou muito durante uma estadia na corte de seu pai. As negociações do casamento começaram no final de agosto de 1844 e, em 17 de setembro do mesmo ano, o noivado dos dois foi anunciado na Revue de Paris. A união foi tudo menos um casamento por amor. Henrique descreveu sua esposa em uma carta ao seu professor Alfred-Auguste de Cuvillier-Fleury como "não bonita, mas também não tendo nada de desagradável nela". Fleury concordou com o duque, mas também atestou que ela tinha uma "aparência requintada". Foi somente sob pressão dos pais que Henrique procurou possíveis candidatas para casamento e finalmente decidiu-se pela pequena e delicada Maria Carolina Augusta, a fim de antecipar possíveis propostas de casamento de outros príncipes europeus.
O casamento ocorreu em 25 de novembro de 1844 – data correspondente ao aniversário de casamento dos reis de França – em Nápoles, a pedido do noivo, embora os futuros sogros de Maria Carolina Augusta preferissem que o casamento ocorresse em Paris. O casamento civil ocorreu no palácio real de Fernando II. O casamento na igreja foi celebrado com grande pompa no mesmo dia. A noiva trouxe para o dote a impressionante soma de 517.000 francos de ouro. As festividades do casamento, como bailes, recepções, eventos de caça e galas teatrais, duravam mais de duas semanas. No entanto, Maria Carolina Augusta viajou para Toulon com o marido de navio em 2 de dezembro de 1844. De lá, após uma magnífica recepção pela cidade, seguiram para Paris, onde o jovem casal se mudou para um apartamento no Palácio das Tulherias.
Durante os primeiros meses de 1845, que para Maria Carolina Augusta foram preenchidos por deveres cerimoniais em ocasiões oficiais como bailes, apresentações teatrais ou reuniões com nobres, ela e seu marido finalmente tiveram a oportunidade de se conhecerem melhor. Eles desenvolveram um respeito mútuo e, durante todos os anos juntos, a princesa foi uma esposa fiel e dedicada que nunca fez reivindicações. Seus modos encantadores, gentileza e gentileza, conquistaram o amor da família de seu marido. Contemporâneos a descreveram como amável e espirituosa. Em maio de 1845, ela se mudou com seu marido para o Castelo de Chantilly, que Henrique reconstruiu e modernizou especialmente para ela. Durante aquele verão, a rainha Vitória e seu marido estavam passando pela França vindos de sua viagem à Alemanha e passaram uma noite com a família real francesa. De acordo com seu diário, ela descreveu o encontro com Maria Carolina Augusta pela primeira vez, "que é bem menor do que eu, muito, muito clara e nada bonita, mas muito agradável; ela tem olhos azuis claros, um nariz grande e uma boca nada bonita". Mas depois escreveu que "Lina é realmente muito amável; ela fala alemão de preferência, tendo nascido na Alemanha — em Viena — e sempre vivido lá". Elas se tornariam amigas para a vida toda.

## Exílio e morte

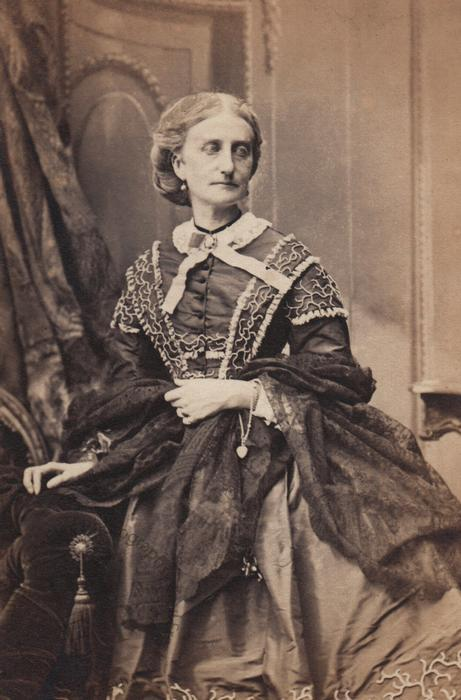
Fotografia da duquesa de Aumale em seus últimos anos, por Camille Silvy.

Após a Revolução de Fevereiro de 1848, a família Orleães foi para o exílio na Inglaterra e por decreto de 16 de maio de 1848, permanentemente banida da França. Maria Carolina Augusta seguiu o marido e eles temporariamente mudaram-se para Casa Claremont. Ficaram endividados ao ponto que Maria Carolina Augusta teve que vender peças de suas jóias preciosas para a sua sobrevivência.
Maria Carolina Augusta tornou-se amiga íntima da rainha Vitória, que deu ela e sua família a chamada "Casa Orleães" (Orleans House) em Twickenham, no subúrbio de Londres, onde fixou residência em 16 de abril de 1852. Maria Carolina Augusta também passava muito de seu tempo em sua propriedade em Norton Hall.
A morte inesperada de seu filho mais velho em 1866 mergulhou Maria Carolina Augusta em uma depressão profunda da qual nunca se recuperou totalmente. Após seis semanas enferma, ela morreu em 06 de dezembro de 1869 aos quarenta e sete anos de idade de tuberculose. Foi enterrada em 10 de dezembro na Capela Católica de Weybridge. Em 1876 seus restos mortais foram transladados para a Capela Real de Dreux.

## Títulos e estilos
- 26 de abril de 1822 - 25 de novembro de 1844: "Sua Alteza Real, a princesa Maria Carolina Augusta das Duas Sicílias"
- 25 de novembro de 1844 - 6 de dezembro de 1869: "Sua Alteza Real, a Duquesa de Aumale, Princesa de Orleães"

## Descendência
| Nome                                                     | Retrato | Tempo de Vida                                  | Observações                       |
| -------------------------------------------------------- | ------- | ---------------------------------------------- | --------------------------------- |
| Luís Filipe, Príncipe de Condé Príncipe de Condé         |         | 15 de novembro de 1845 – 24 de maio de 1866    | não se casou, morreu aos 20 anos. |
| Henrique Leopoldo Filipe Maria de Orleães Duque de Guise |         | 11 de setembro de 1847 – 10 de outubro de 1847 | morreu na infância.               |
| Filha                                                    |         | 16 de agosto de 1850                           | natimorta                         |
| Francisco Paulo de Orleães Duque de Guise                |         | 11 de janeiro de 1852 – 15 de abril de 1852    | morreu na infância.               |
| Francisco Luís Filipe Maria de Orleães Duque de Guise    |         | 11 de janeiro de 1854 – 25 de julho de 1872    | não se casou, morreu aos 18 anos. |
| Filho                                                    |         | Maio de 1857                                   | natimorto                         |
| Filho                                                    |         | 15 de maio de 1861                             | natimorto                         |
| Filho                                                    |         | Junho de 1864                                  | natimorto                         |